# Hrotsvit

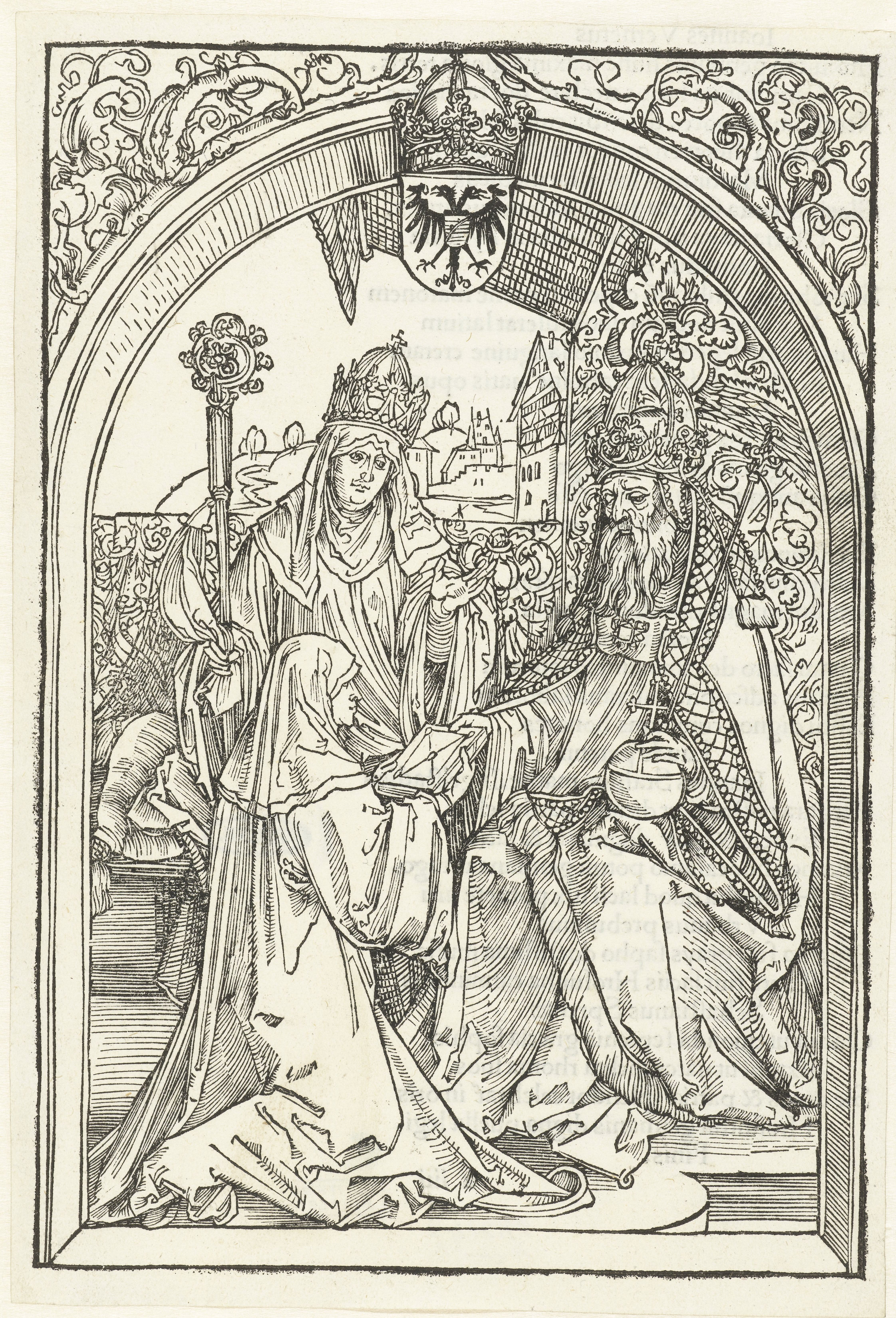
Hrotsvit von Gandersheim überreicht Kaiser Otto dem Großen ihre Gesta Oddonis; im Hintergrund Gerberga, Äbtissin des Stiftes Gandersheim. Phantasiedarstellung eines Holzschnitts von Albrecht Dürer aus der editio princeps der „Opera Hrotsvite“ herausgegeben von Konrad Celtis, Nürnberg 1501.

Hrotsvit von Gandersheim, auch Hrotswith, Hrosvith, Hroswitha, Roswith genannt, lateinisch Hrotsvitha Gandeshemensis, modernisiert Roswitha von Gandersheim (* um 935; † nach 973), war Kanonisse des Stiftes Gandersheim, aus dem die heutige Stadt Bad Gandersheim in Niedersachsen hervorgegangen ist.
Die Sanctimoniale und Autorin des Frühmittelalters gilt als erste deutsche Dichterin; sie verfasste geistliche Schriften, historische Dichtungen und die ersten Dramen seit der Antike. Ihre Verehrung für Kaiser Otto I. brachte sie in den Gesta Ottonis (Gesta Oddonis; ‚Die Taten Ottos‘) zum Ausdruck, einem in lateinischen Hexametern verfassten Werk über Familiengeschichte und politisches Wirken Ottos des Großen.

## Leben
Über Hrotsvits Leben sind kaum Zeugnisse erhalten. Hauptquellen sind die Angaben in ihren eigenen lateinischen Werken. Die wohl um 935 geborene Hrotsvit trat vermutlich schon jung in das eng an die Liudolfinger (Ottonen) gebundene Familienstift Gandersheim ein. Vielleicht entstammte sie einer adligen sächsischen Familie. Als ihre Lehrerinnen nannte sie Rikkardis und Gerberga, Tochter des Herzogs Heinrich von Bayern und Nichte Ottos des Großen, die ab 949 Äbtissin des Stiftes war. Ihre Werke entstanden ungefähr zwischen 950 und 970. Es wird angenommen, dass sie nach 973 verstorben ist.
Hrotsvit verfügte über eine beachtliche Bildung, die auch die Kenntnis einiger antiker Schriftsteller einbezog. Ihre Werke werden der „Ottonischen Renaissance“ zugerechnet.

## Werke
Die wichtigste Handschrift ihrer Werke, die alle Texte außer den Primordia enthält, ist der Codex (Bayerische Staatsbibliothek München, Clm 14485), eine von mehreren Händen in Gandersheim Ende des 10. oder Anfang des 11. Jahrhunderts geschriebene Handschrift. Sie wurde von dem Humanisten Conrad Celtis 1491/94 im Regensburger Kloster St. Emmeram entdeckt und der von Albrecht Dürer illustrierten, 1501 in Nürnberg verlegten editio princeps der Opera Hrotsvitae zugrunde gelegt.
Hrotsvit hat ihr Werk selbst in drei Bücher eingeteilt:
Das Legendenbuch oder carmina (liber primus), entstanden in den 50er und 60er Jahren des 10. Jahrhunderts und ihrer Äbtissin Gerberga gewidmet, enthält in leoninischen Hexametern acht Legenden über:
- Maria
- die Ascensio
- Gongolf
- Pelagius
- einen apokryphen Heiligen genannt Theophilus (eine „Teufelspakt“-Legende)
- Basilius
- Dionysius
- Agnes

Das Dramenbuch oder dramatica series (liber secundus), entstanden um 965, wollte eine christliche Alternative zu Terenz bieten. An die Stelle schlüpfriger Liebesgeschichten sollte die Darstellung der Keuschheit frommer Jungfrauen treten. Es sind die sechs Stücke, die allerdings weniger Dramen als „Dialoglegenden“ sind:
- Gallicanus
- Dulcitius, über die Märtyrerinnen Agape, Chione und Irene
- Calimachus
- Abraham
- Paphnutius
- Sapientia

Das dritte Buch umfasst zwei historische Schriften in leoninischen Hexametern: die Gesta Ottonis (Gesta Oddonis), eine Geschichte der Ottonen aus den Jahren 919 bis 965, und die Primordia coenobii Gandeshemensis, eine Geschichte des Stiftes Gandersheim aus den Jahren 846 bis 919. Während die Stiftsgeschichte sicher um 973 zu datieren ist, ist das Entstehungsdatum der „Gesta Ottonis“ nicht sicher, da dieses Werk mit drei unterschiedlichen Vorreden überliefert ist: Eine an Gerberga, eine an Otto I. und eine an dessen Sohn Otto II. Beide Geschichtswerke sind nicht vollständig erhalten. Motivation zur Abfassung beider Geschichtswerke war vermutlich eine innere Krise des Stiftes Gandersheim, das zwar eine liudolfingische Gründung war, aber weniger herrschaftliche Beachtung fand als die jüngeren liudolfingischen Stiftungen Quedlinburg und Memleben.
Über die Aufstände am Beginn von Ottos Regierung und in den frühen 50er Jahren hat Hrotsvit ausführlich berichtet. Doch bleibt die aktive Rolle der Mitglieder der ottonischen Königsfamilie in diesen bewaffneten Konflikten weitgehend unerwähnt. Dies gilt sowohl für die Rolle Heinrichs, des Bruders Ottos I., als auch für Liudolfs und Konrads in der zweiten Phase der Aufstände. Weitere Werke Hrotsvits sind verloren. Bekannt ist, dass sie eine in Versen gefasste Vita der Schutzpatrone des Stiftes Gandersheim, der heiligen Päpste Innozenz I. und Anastasius I., verfasst hat. Jüngst ist ein vierzeiliges Widmungsgedicht Hrotsvits in einem Würzburger Fragment (Universitätsbibliothek, M.p.th.f.34) gefunden worden.

## Wirkungsgeschichte

### Interpretation im 15. Jahrhundert
Hrotsvits Wahrnehmung war seit der Wiederentdeckung ihres Werks durch Conrad Celtis (1459–1508) vom Geschichts- und Frauenverständnis der Zeit abhängig. Dies begann bereits mit Celtis selbst, der auf Hrotsvit seine Vorstellung einer zeitgemäßen Frauenbildung projizierte: Hrotsvit wurde zur Verkörperung humanistischer Bildungsideale. Celtis schrieb ihr daher Griechischkenntnisse zu, die nicht belegt sind, aber zum humanistischen Ideal klassischer Zweisprachigkeit gehörten, und übertrieb ihre Kenntnisse in den Fächern des Quadriviums und in der Philosophie. Hrotsvits Religiosität wurde von Celtis nicht herausgestellt, der Hrotsvit bereits in der Einleitung seiner Edition zur literarischen und nationalen Ikone stilisierte.
Vor der Herausgabe des Werkes hatte Celtis seine gleich ihm humanistisch gesinnten Freunde in Nürnberg versammelt und sie aufgefordert, Gedichte auf Hrotsvit zu verfassen, die er der Erstausgabe voranstellte. In diesen Gedichten wurde ihre deutsche Abstammung, ihre Vielseitigkeit und immer wieder ihre breite Bildung betont. Willibald Pirckheimer (1470–1530) rühmte Hrotsvit gar als elfte Muse, da Sappho die zehnte gewesen sei. Celtis bestimmte damit das Bild Hrotsvits für längere Zeit. Die einzige kritische Anmerkung zu seiner Darstellung kam von der hochgebildeten Äbtissin des Klarissenklosters St. Klara Nürnberg, Caritas Pirckheimer, die in Hrotsvit einen Beweis für die von Gott gegebene gleiche Begabung von Mann und Frau und ihre Motivation zu schreiben auch nicht in humanistischer Selbstbetrachtung und Vaterlandsliebe, sondern darin sah, ihre Frauengemeinschaft zu unterrichten und zu erziehen.
Ein ähnliches Bild wie Celtis zeichnete bereits Johannes Trithemius (1462–1516), der sie, obwohl Frau, in seinem Werk Catalogus illustrium virorum Germaniae (dt. ‚Katalog berühmter Deutscher Männer‘) aufnahm. Die dünne Quellenlage über Hrotsvit führte schnell dazu, dass sie national vereinnahmt wurde: Ein englischer Gelehrter machte sie zur Tochter eines Königs von Northumbria, andere Gelehrte erklärten sie aufgrund ihrer Griechischkenntnisse zur byzantinischen Prinzessin.
Hrotsvits sächsische Abstammung führte zur Einordnung in mehrere Adelsgeschlechter. Da eine Frau ihrer Qualität nicht einfach nur Stiftsdame sein konnte, wurde Hrotsvit auch befördert, indem man sie mit der Äbtissin gleichen Namens gleichsetzte, die von 923 bis 933 Äbtissin des Stiftes Gandersheim war.
In zwei Punkten blieb die Wahrnehmung der Dichterin konstant: Sie war immer eine außergewöhnliche Erscheinung, und stets eine deutsche Autorin, die eine nationale Alternative zur lateinisch-italienischen Bildungswelt bot. In dieser Funktion diente sie auch als Beispiel, wenn etwa Herzog August der Jüngere 1655 den nach der Reformation noch bestehenden Frauenklöstern die Aufgabe zuwies, als Ausbildungsstätten junger Mädchen und Frauen zu dienen.

### Interpretation im 19. Jahrhundert

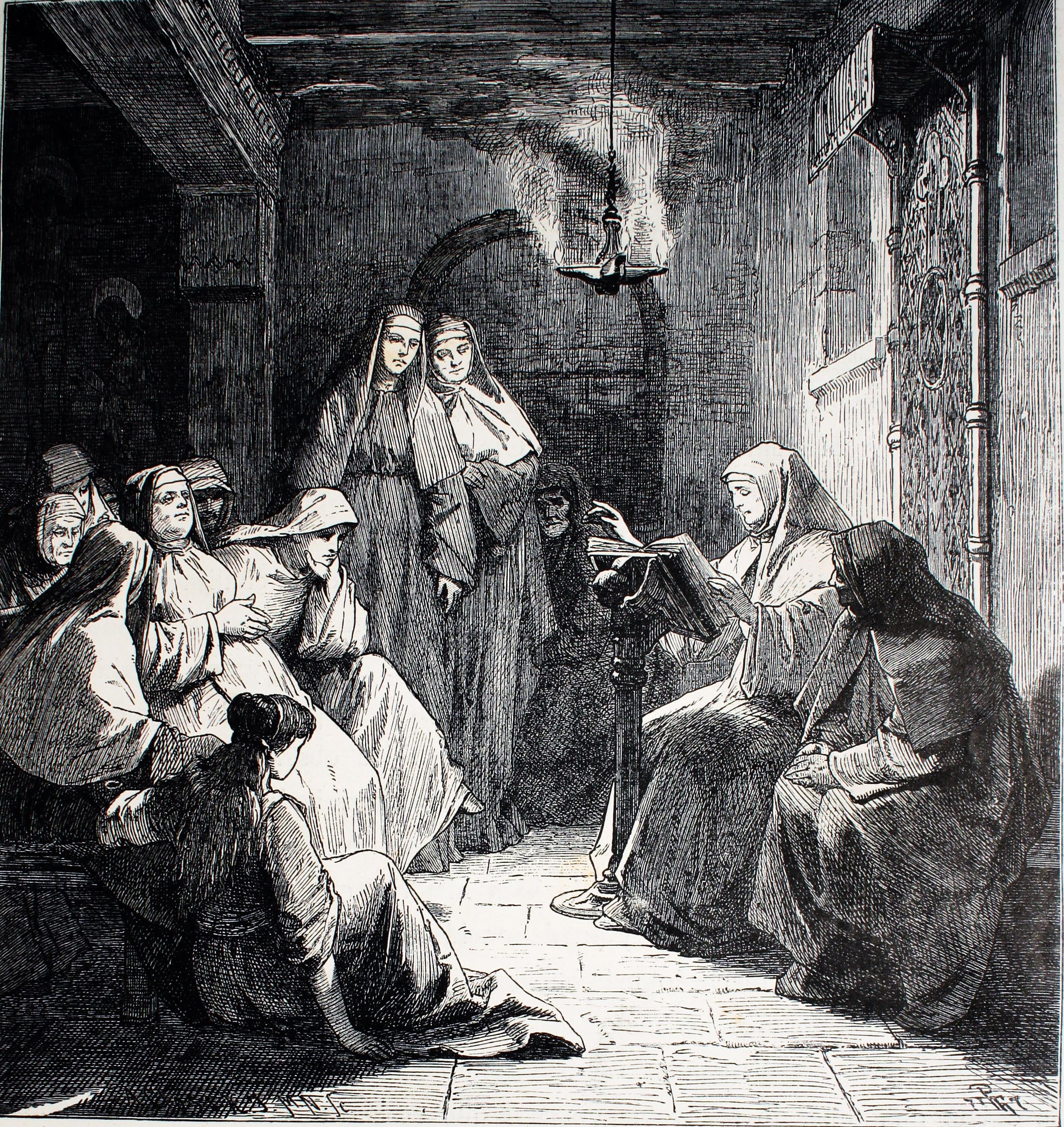
Vorstellung, wie Roswitha ihren Nonnen vorliest, aus dem 19. Jahrhundert. Aus: Germania. Zwei Jahrtausende deutsches Leben von Johannes Scherr (1879)

Im 19. Jahrhundert wurde Hrotsvit von Anhängern der Frauenbildung beispielhaft angeführt. 1867 erschien dann ein Werk des Wiener Historikers Joseph Aschbach, der Hrotsvit zu einer Fälschung Conrad Celtis’ erklärte: Eine Klosterfrau könne weder so korrektes Latein beherrscht noch die Komik und Erotik ihrer Dramen gekannt haben. Da Hrotsvit im 10. Jahrhundert nicht vorstellbar sei, sei das Werk eine Fälschung, die Dichterin erfunden. Trotz des Zirkelschlusses fand Aschbach breite Beachtung, auch wenn Mediävisten wie Georg Waitz Aschbach bald widerlegten. 1999 veröffentlichte der Tiroler Autor Alfred Tamerl das Buch Hrotsvith von Gandersheim. Eine Entmystifizierung, in dem er die Argumentation Aschbachs aufgriff.
1897 eröffneten der Schriftsteller Alfred Jarry, der Musiker Claude Terrasse und der Maler Pierre Bonnard ihr Puppentheater Théâtre des Pantins u. a. mit einer Inszenierung von Hrotsvits Paphnutius.

### Interpretation im 20. Jahrhundert

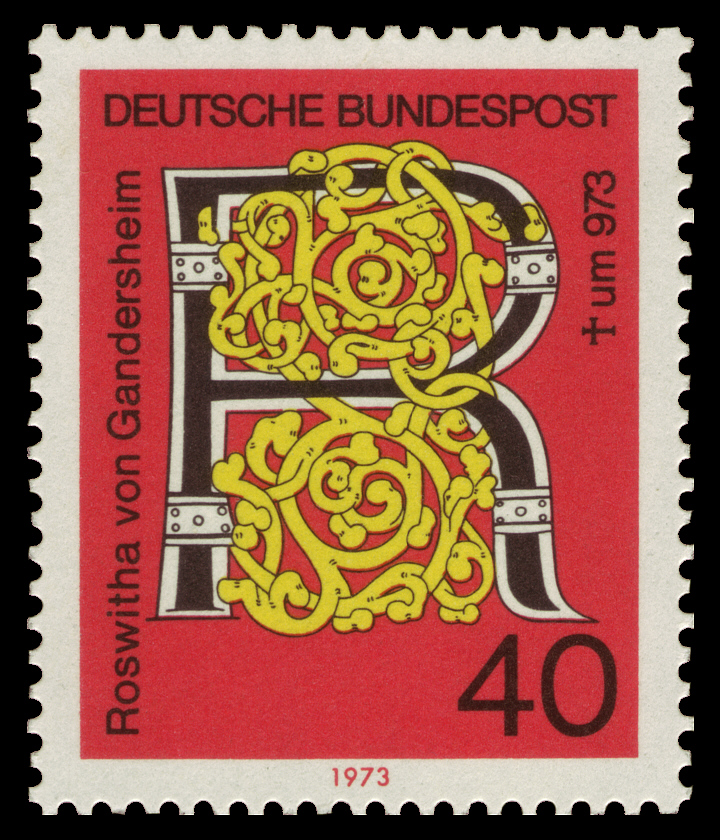
Briefmarke zur Erinnerung an Roswitha von Gandersheim aus dem Jahre 1973

Im 20. Jahrhundert entdeckte die Frauenbewegung Hrotsvit als „gleichgesinnte Schwester“ und Vorbild kulturschaffender Frauen. Besonders die Stadt Gandersheim, die historisch ein ambivalentes Verhältnis zum Stift hatte, entdeckte zudem die dichtende Stiftsdame als Werbeträgerin. 1930 veranstaltete die Stadt einen Rundfunktag kulturschaffender Frauen, bereits vier Jahre zuvor hatte die Stadt Hrotsvit zum Mittelpunkt eines historischen Festumzugs gemacht. Dabei wurde Hrotsvit auf die Gestae Ottonis reduziert, wichtig war nur ihr Bezug zu den Ottonen, die den Glanz der deutschen Vergangenheit symbolisierten.
Für die nationalsozialistische Propaganda war Hrotsvit trotz der in der Vergangenheit stets betonten sächsischen Abstammung nicht zu gebrauchen, ihre religiösen Themen und ihre Frömmigkeit passten ebenso wenig zum nationalsozialistischen Wunschbild einer deutschen Dichterin wie der Umstand, dass sie auf Latein schrieb. Da die Nationalsozialisten weder Bedarf für Heroisierung von Frauengestalten noch Interesse an Frauenbildung hatten, blieb für Hrotsvit nur eine geringe Rolle.
Nach dem Zweiten Weltkrieg griff man die Deutungen Hrotsvits der 20er Jahre als nationale Kultfigur und Frauenvorbild wieder auf. 1952 feierte Gandersheim sein 1100-jähriges Bestehen, unter anderem mit einem Hrotsvit gewidmeten Dichterinnentreffen, zu dem etwa Luise Rinser geladen wurde. Im Andenken an das Werk Hrotsvits finden seit 1959 vor der romanischen Stiftskirche die Gandersheimer Domfestspiele statt. Das angenommene tausendste Todesjahr 1973 brachte eine neue breite Wahrnehmung: Bundespräsident Heinemann besuchte Gandersheim anlässlich der Vorstellung einer Briefmarke mit Hrotsvit-Motiv. Die Stadt Bad Gandersheim verlieh zudem erstmals den nach Hrotsvit benannten Roswitha-Preis an Schriftstellerinnen. 1975 verlieh die Stadt als weitere nach der Dichterin benannte Ehrung den Roswitha-Ring an die beste Künstlerin aus dem jeweiligen Ensemble der Domfestspiele.
Eine Gedenktafel für sie fand Aufnahme in die Walhalla bei Regensburg. Damit ist sie eine von ursprünglich neun, heute zwölf Frauen in der Walhalla.
Der Theatermacher Einar Schleef bezeichnete Hrotsvit als „größte deutsche Autorin“, deren Theatertexte „an Modernität und Obszönität unerreicht“ seien. Die bildende Künstlerin Rosemary Mayer widmete ihr 1972/73 die Skulptur Hroswitha.
Das Theaterstück Rosi träumt des Schriftstellers Peter Hacks, „Legende in fünf Aufzügen nach Hrosvith von Gandersheim“, feierte 1975 am Maxim-Gorki-Theater seine Uraufführung. 2023 nennt Sophie-Margarete Schuster in Theater der Zeit dieses Stück „einen ersten richtigen Schritt [...] in eine Auseinandersetzung mit diesem Stoff zu treten“, kritisiert es jedoch aus feministischer Sicht und fragt nach einer zeitgenössischen, feministischen Lesart der Texte Hrotsvits.

Die Schriftstellerin Elfriede Jelinek sprach 1978 in ihrer Dankesrede für den Roswitha-Preis über Hrotsvit:
Die Roswitha entschuldigt sich bei ihren Gönnern sehr lieb für ihr Werkchen eines schwachen Weibes und für den beschränkten Mutterwitz der Frau. Vorher hat sie ihren Körper in einem Damenstift in einer von der Welt geschützten Position untergebracht. Ihren Kopf hat sie hinausgeschickt, wobei er vor der Schlechtigkeit der Welt oft errötet ist. [...] Aber ich weiß nicht, ob die Roswitha nicht auch gern hinausgegangen wäre, wo sich ihr Kopf schon aufgehalten hat. Damit der Kopf aber arbeiten kann, hat sie den Körper in Sicherheit bringen müssen vor der Welt, die zwar einen weiblichen Artikel hat, aber den Männern gehört. Allerdings ist der Kopf bei einem Menschen schon sehr viel, wenngleich ich dieser Roswitha gewünscht hätte, daß sie seinetwegen auf ihren Körper nicht hätten verzichten müssen. [...]

## Ausgaben und Übersetzungen
- Paul von Winterfeld (Hrsg.): Scriptores rerum Germanicarum in usum scholarum separatim editi 34: Hrotsvithae Opera. Hannover 1902 (Monumenta Germaniae Historica, Digitalisat).

Larissa Bonfante: The Plays of Hrotswitha of Gandersheim. (Bilingual Edition 2013)

- Hrotsvithae opera. Edidit Karl Strecker (Bibliotheca Scriptorum Graecorum et Romanorum Teubneriana). Leipzig: Teubner 1906, 2. Aufl. 1930.
- Helene Homeyer: Roswitha von Gandersheim. Werke. Paderborn: Schöningh 1936.
- Hrotsvitha: Dulcitius. Passio sanctarum virginum Agapis, Chioniae et Hirenae [lat.-dtsch.]. In: Horst Kusch: Einführung in das lateinische Mittelalter. Band I: Dichtung. Darmstadt: WBG 1957, S. 154–169.
- Hrotsvitha: Passio sancti Gongolfi martiris [lat.-dtsch.]. In: Horst Kusch: Einführung in das lateinische Mittelalter. Band I: Dichtung. Darmstadt: WBG 1957, S. 170–199.
- Hrotsvitha von Gandersheim: Dulcitius. Abraham. Zwei Dramen. Übersetzung und Nachwort von Karl Langosch (Reclam UB 7524). Stuttgart: Reclam 1964 (64 S.)
- Larissa Bonfante: The Plays of Hrotswitha of Gandersheim. Bolchazy-Carducci Publishers, Wauconda 1979, ISBN 978-0-86516-178-8. (englisch)
- Hrotsvit: Opera Omnia. Edidit Walter Berschin (Bibliotheca Scriptorum Graecorum et Romanorum Teubneriana). München/Leipzig: Saur 2001, ISBN 3-598-71912-4.
- Hrotsvit von Gandersheim; Das Leiden des heiligen Gongolf, des Märtyrers. Hg., übers. u. komm. von Paul Dräger. In: Das Leben Gangolfs. Hg., übers. u. komm. von Paul Dräger, Trier (Kliomedia) 2011, S. 36–73, 111–152.

## Wanderweg
An das Leben Hrotsvits erinnert der 185 km lange Roswithaweg, ein durchgängig markierter Fernwanderweg von Nienburg/Weser durch das östliche Weserbergland nach Bad Gandersheim.